# Josep Pintat-Solans
Pour les articles homonymes, voir Solans.
Josep Pintat-Solans, né le 21 janvier 1925 à Sant Julià de Lòria et mort le 20 octobre 2007 à Barcelone, était un homme politique andorran, chef du gouvernement (Cap de Govern) de 1984 à 1990.

## Biographie
Membre du Partit Conservador, il a commencé sa carrière politique dans les années 1960 en tant que conseiller général puis maire de sa paroisse natale, Sant Julià de Lòria.
Sous son gouvernement, l'Andorre a poursuivi les changements économiques amorcés depuis la fin de la Seconde Guerre mondiale et l'âge de la majorité est passé de 25 à 18 ans.
Josep Pintat-Solans est mort le 20 octobre 2007, à Barcelone, des suites d'une longue maladie. Il est inhumé à Sant Julià de Lòria.